# Serie A1 1941
Die Saison 1941 war nach einer zweijährigen Pause die 13. Spielzeit der Serie A, der höchsten italienischen Eishockeyspielklasse. Meister wurde zum zweiten Mal die AMDG Milano.
Der Fußballklub Juventus Turin gründete ebenfalls eine Sektion Eishockey und nahm an der Qualifikation teil. Die Spiele fanden in Mailand statt. Die erste Mannschaft von AMDG Milano war direkt für das Finale qualifiziert.

## Qualifikation
| 20. März 1941 | AMDG Milano II Giuseppe Timpano Bontemps Levi Guffanti Bontemps | 5:1 (2:1, 2:0, 1:0) | AMDG Milano III Gerli | Palazzo del Ghiaccio, Mailand |

| 23. März 1941 | AMDG Milano II Eigentor (Mazza) Guffanti Giuseppe Timpano Bontemps Levi Giuseppe Timpano | 6:2 (0:0, 2:0, 4:2) | Juventus Turin Enzo Cesana | Palazzo del Ghiaccio, Mailand |

## Finale
| 23. März 1941 | AMDG Milano Aldo Federici (5) Dino Innocenti (2) Decio Trovati (3) Luigi Bestagini (2) Franco Rossi (2) Carlo De Mazzeri | 20:0 (6:0, 9:0, 5:0) | AMDG Milano II | Palazzo del Ghiaccio, Mailand |

## Meistermannschaft
Luigi Bestagini – Egidio Bruciamonti – Carlo De Mazzeri – Ignazio Dionisi – Aldo Federici – Ferdinando Giordani – Dino Innocenti – Franco Rossi – Decio Trovati – Giannantonio Zopegni